# درگاچفکا
درگاچفکا (انگلیسی: Dergachevka) یک شهرک در شهرستان استرلیتاماکسکی استان باشقیرستان کشور روسیه است.